# Слаконья, Клемен
Кле́мен Слако́нья (словен. Klemen Slakonja; род. 3 июня 1985, Брежице) — словенский комик, телеведущий, актёр, певец.
Представитель Словении на конкурсе песни «Евровидение-2025» с песней «How Much Time Do We Have Left?».

## Биография
Является членом группы Словенского национального театра «Драма» (SNT Drama Ljubljana) в Любляне. Широкую известность получил после участия в телешоу «Хри-Бар» в ноябре 2007 года, где он пародировал известных музыкантов. В 2011 году Клемен стал ведущим национального отбора песни на Евровидение «EMA 2011». В мае этого же года объявлял результаты голосования Словении в финале «Евровидения 2011». В октябре 2011 вместе с Майей Кеуц стал ведущим телепроекта «Миссия — Евровидение» («Misija Evrovizija») на канале RTV SLO. В марте 2012 года стал победителем в двух номинациях премии «Viktorji 2011»: телевизионная персона и ведущий развлекательной передачи. Клемен является рекламным лицом македонской туристической компании, для которой было снято несколько роликов под общим названием «Охотник за Македонией» («Lovec na Makedonijo»). Записал популярные на YouTube пародии на папу римского Франциска, Владимира Путина, Дональда Трампа, Ангелу Меркель и своего соотечественника, философа Славоя Жижека.

## Личная жизнь
Женат на актрисе Мойце Фатур (Mojca Fatur). В 2012 году у пары родился сын Руй, а в 2015 — второй сын Лев. Также Мойца имеет дочь от первого брака с режиссёром Лукой Мартином Шкофом (Luka Martin Škof).

## Награды и номинации
| Год  | Премия          | Категория                                                     | Результат |
| ---- | --------------- | ------------------------------------------------------------- | --------- |
| 2012 | «Viktorji 2011» | Televizijska osebnost (Телевизионная персона)                 | Победа    |
| 2012 | «Viktorji 2011» | Voditelj zabavne TV-oddaje (Ведущий развлекательной передачи) | Победа    |